# Misogàmia
La misogàmia és una aversió o odi al matrimoni. La paraula data de mitjans del segle XVII i combina el grec «misos» (odi) amb «gamos» (matrimoni). Merriam-Webster data el primer ús de la paraula al voltant de 1656.

## Antecedents medievals
La idea de la misogàmia va ser important a l'església cristiana durant l'època medieval com a requisit previ per al celibat necessari per ocupar els llocs més alts de l'església. Es va desenvolupar en la filosofia de Teofrast que es va convertir en lautoritat canònica sobre la misogàmia filosòfica durant l'Edat Mitjana'. Sara E. Diaz escriu que durant el període existien dos tipus de misogàmia, una que aconsellava a tots els homes contra el matrimoni, i una altra forma més limitada que aconsellava als savis contra el matrimoni.

## A la literatura
La literatura de la misogàmia ha estat estudiada per Katharina Wilson i Elizabeth Makowski al seu llibre Wykked Wyves and the Woes of Marriage: Misogamous Literature from Juvenal to Chaucer, publicat per la Universitat Estatal de Nova York el 1990.